# Якопо Бассано
Якопо Бассано (італ. Jacopo Bassano, Jacopo da Ponte, 1510 — 14 лютого 1592) — італійський художник, представник венеційської школи живопису, народився і помер у місті Бассано-дель-Граппа, недалеко від Венеції.
Картини Бассано і двох його синів (Леандро Бассано і Франческо Бассано Молодшого) були дуже популярними у Венеції, оскільки вони зображували просте сільське життя.
Якопо Бассано вважається першим сучасним художником-пейзажистом.

## Роботи
Найвідоміші роботи Бассано:

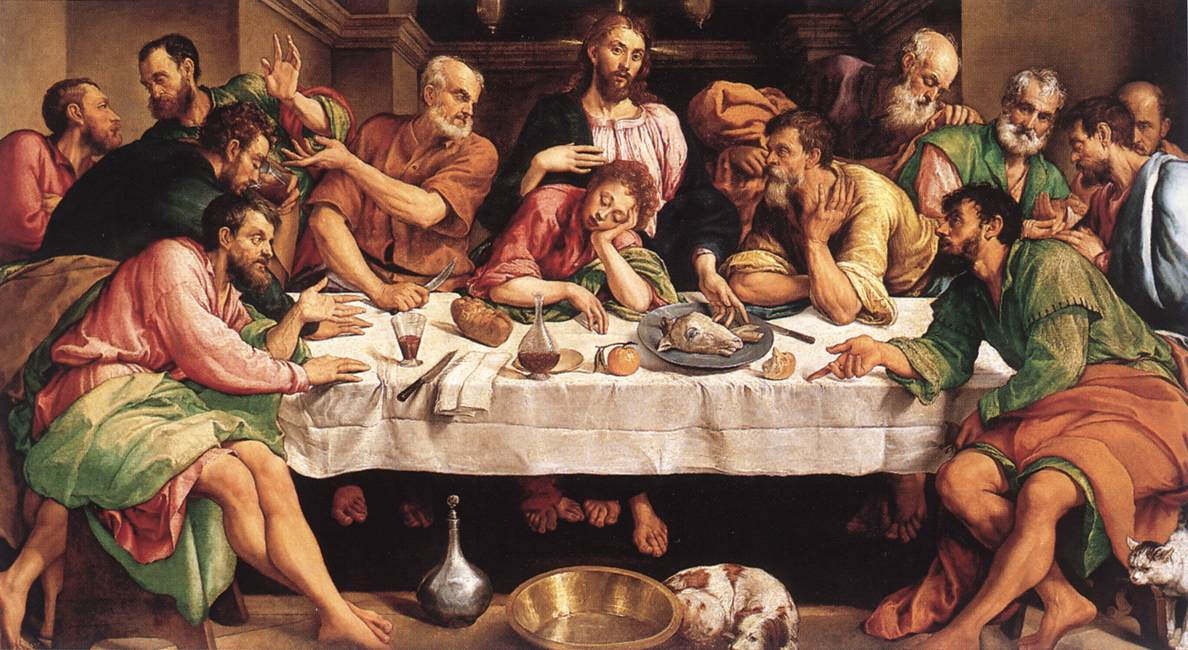
Таємна вечеря (1542). Галерея Боргезе, Рим
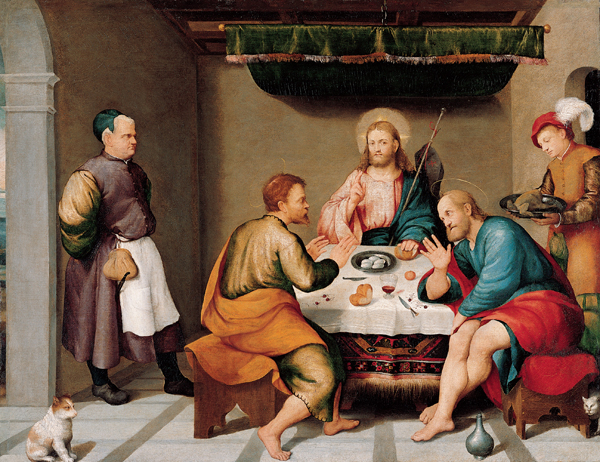
Вечеря в Еммаусі (1538). Kimbell Art Museum
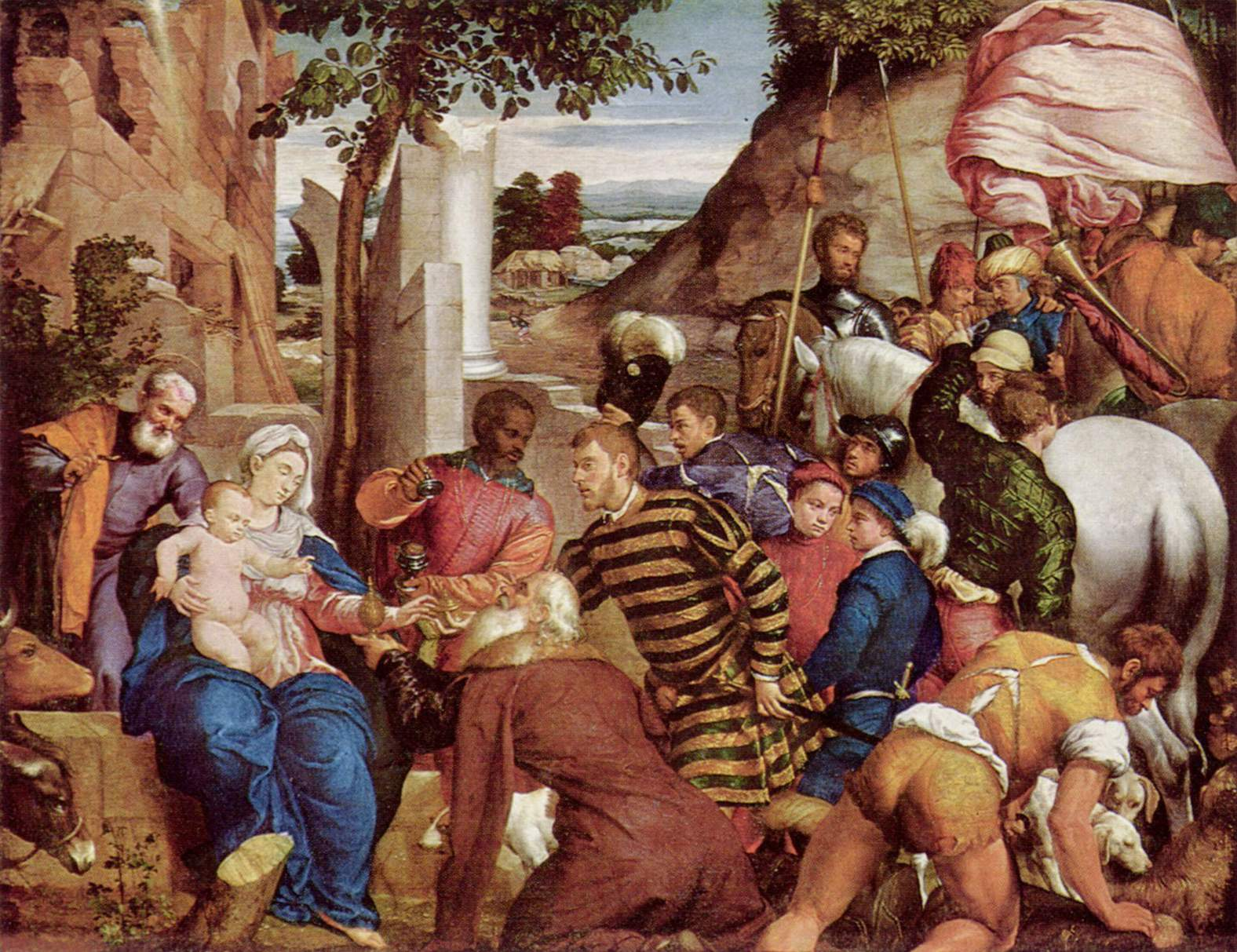
Поклоніння волхвів (1540-ті). Національна галерея Шотландії, Единбург
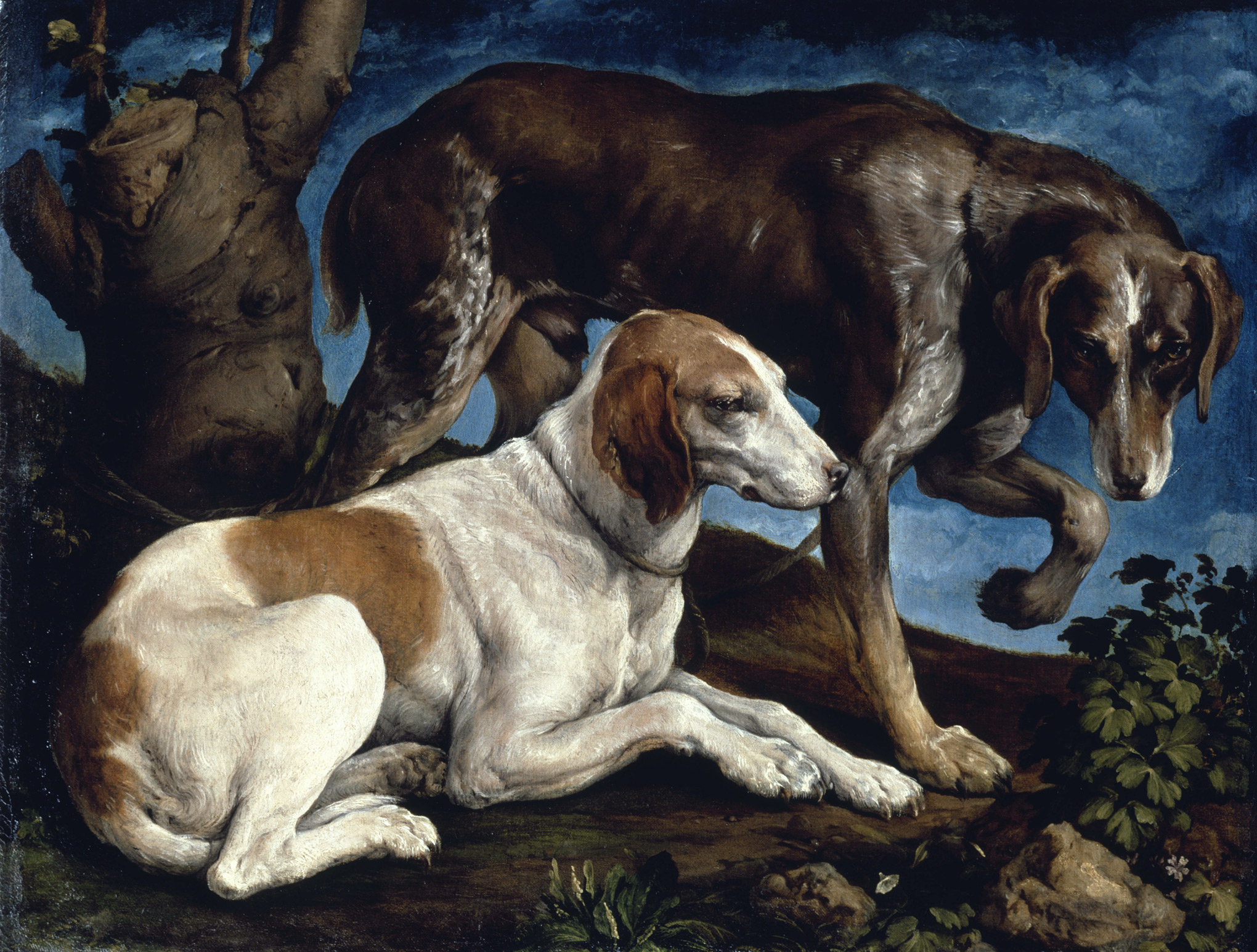
Двоє мисливських пси (1548-49). Лувр, Париж.
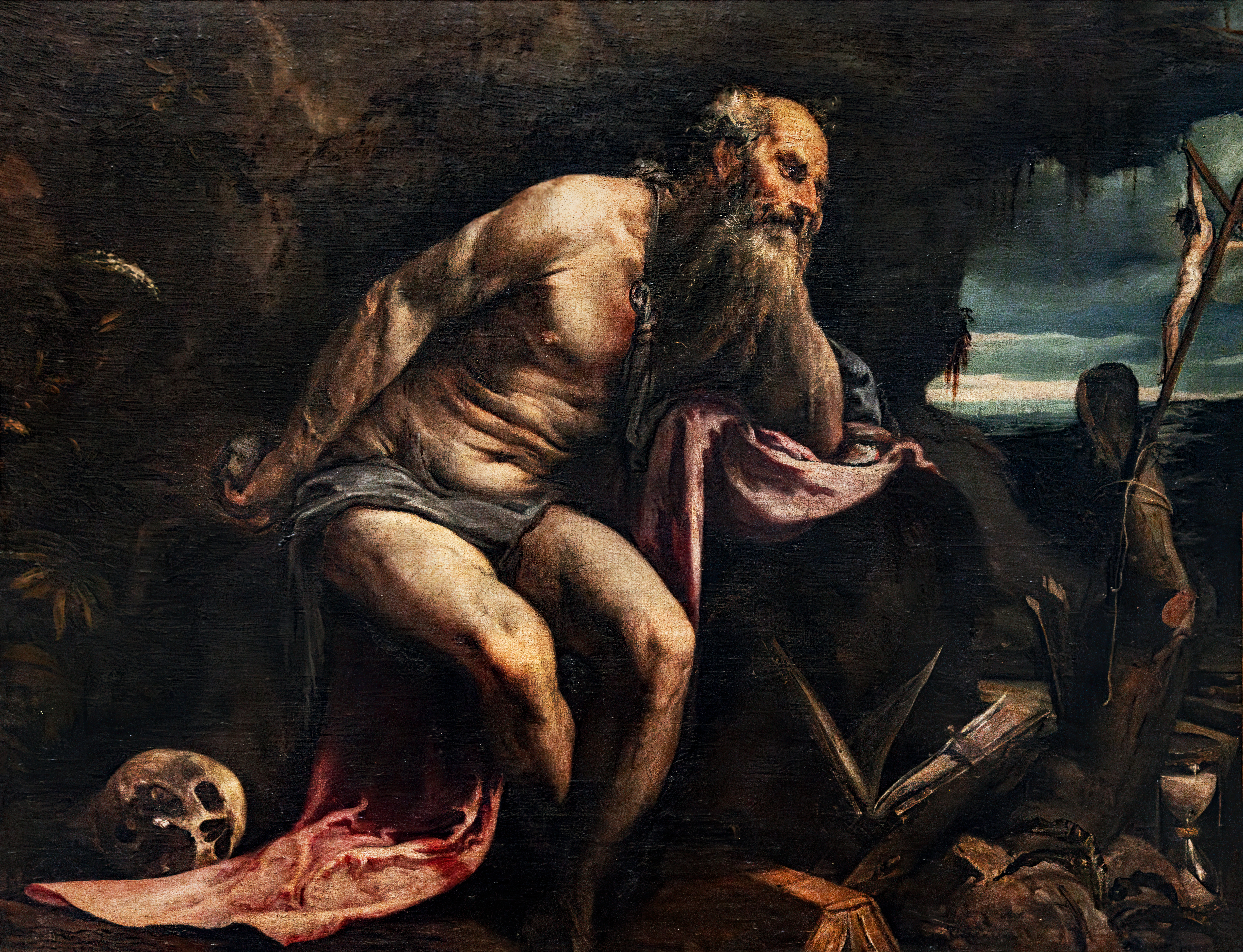
«Святий Ієронім», 1556, Галерея Академії, Венеція
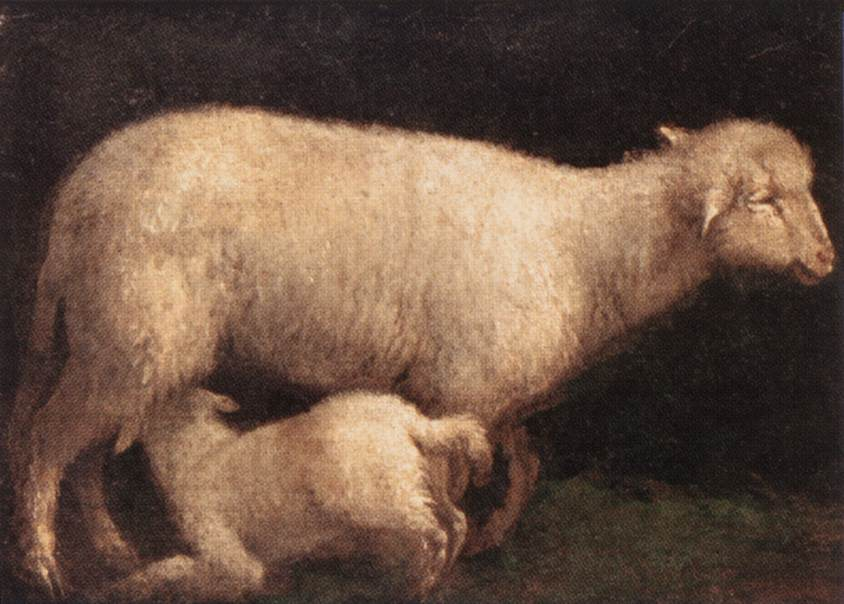
Вівця і ягня (~ 1560). Галерея Боргезе, Рим
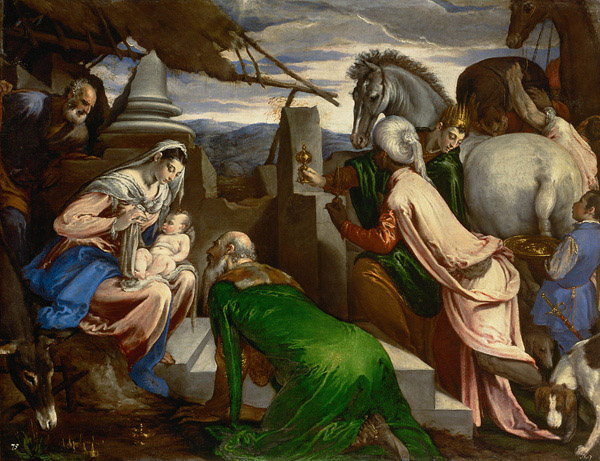
«Поклоніння волхвів», 1563–1564, Музей історії мистецтв, Відень
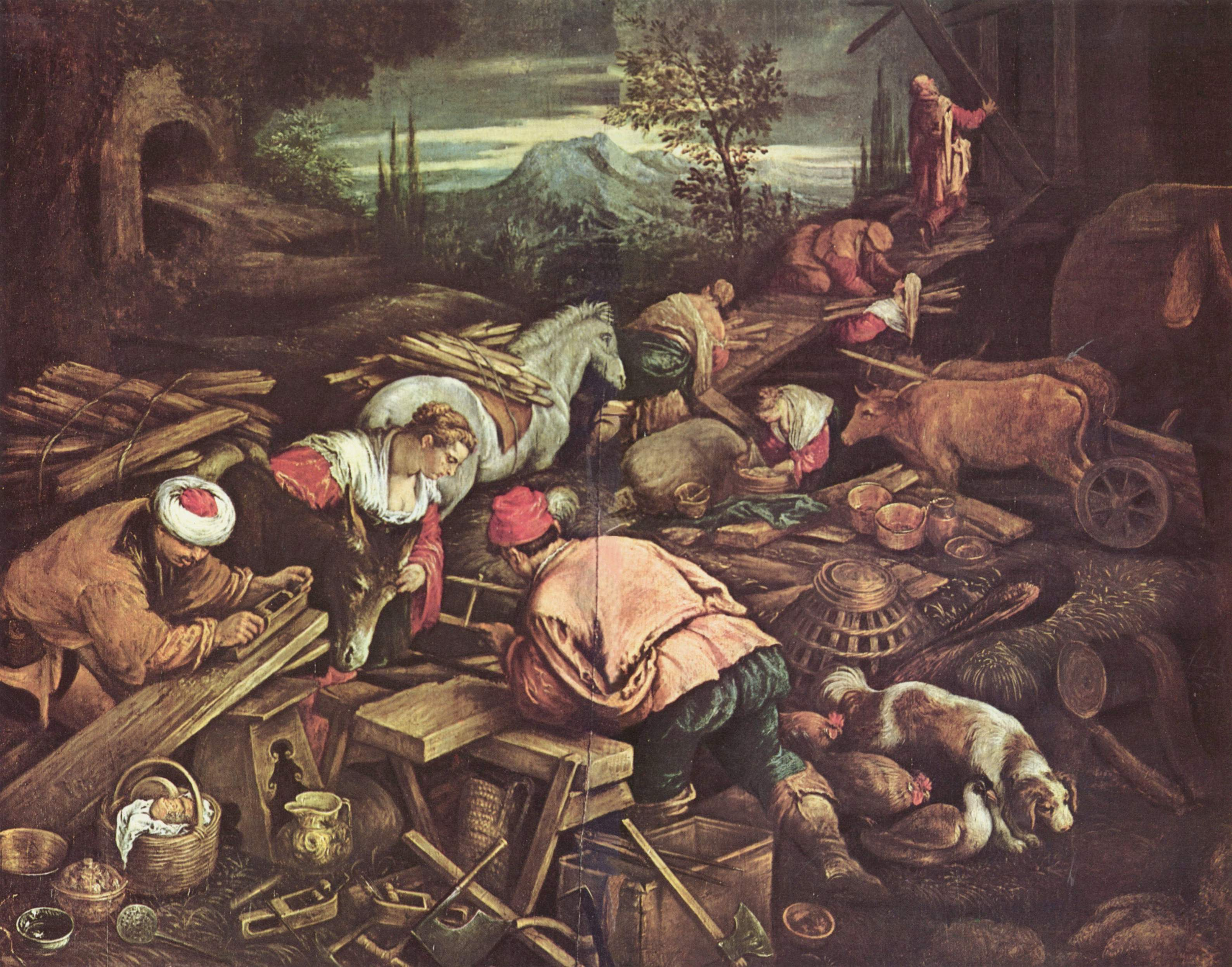
Будівництво Ноєвого ковчега (др. пол. 16 ст.), Музей Марселя
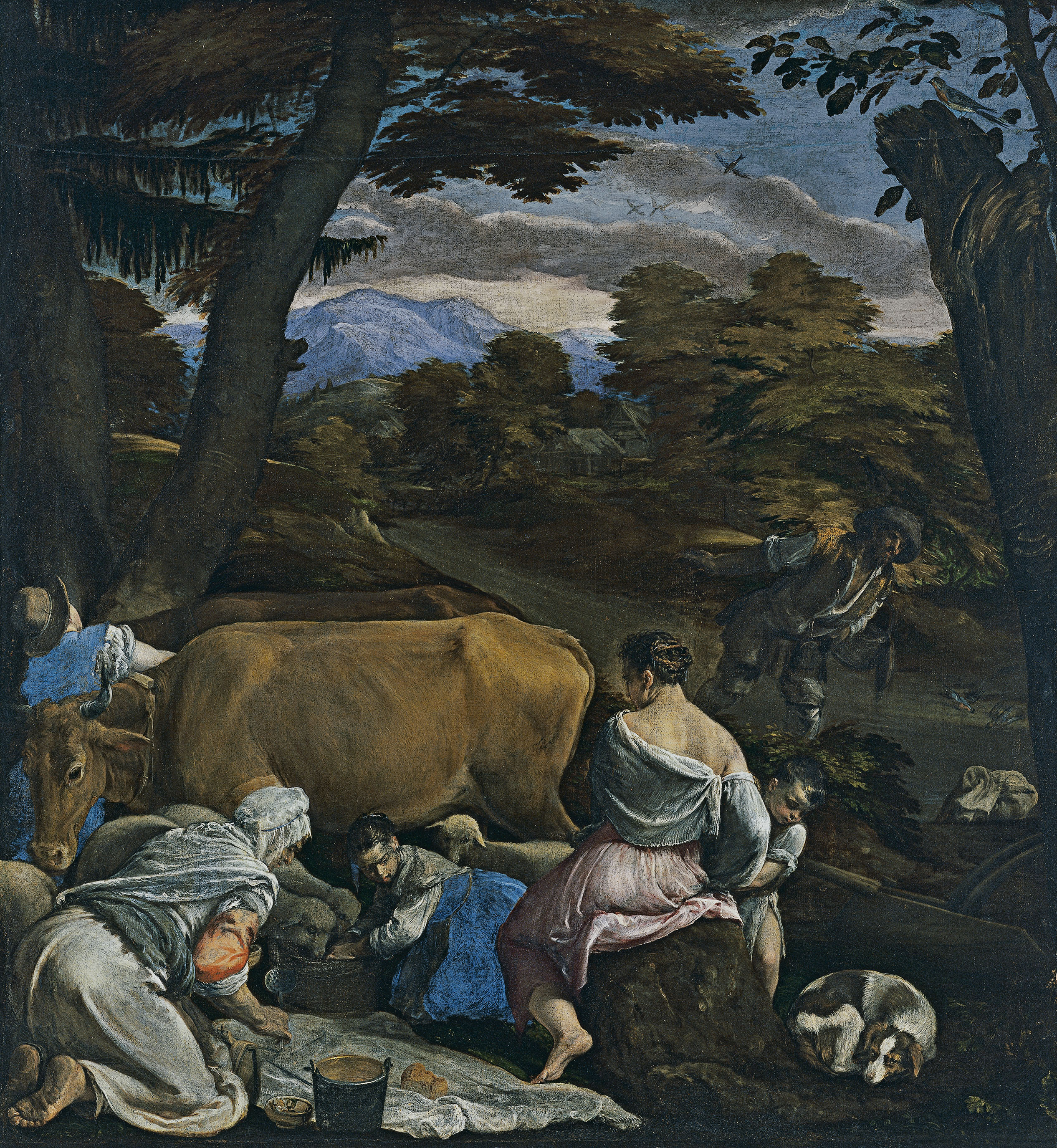
Притча про сіяча (Пастораль) (1560-ті), Музей Тиссена-Борнемісса, Мадрид.
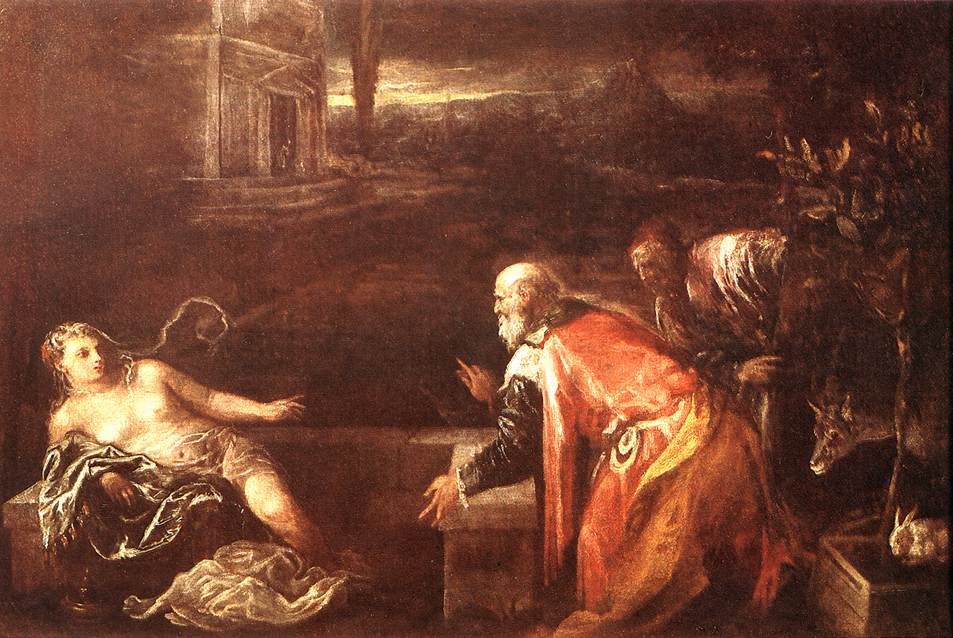
Сусанна і старці (1571). Музей витончених мистецтв, Нім.
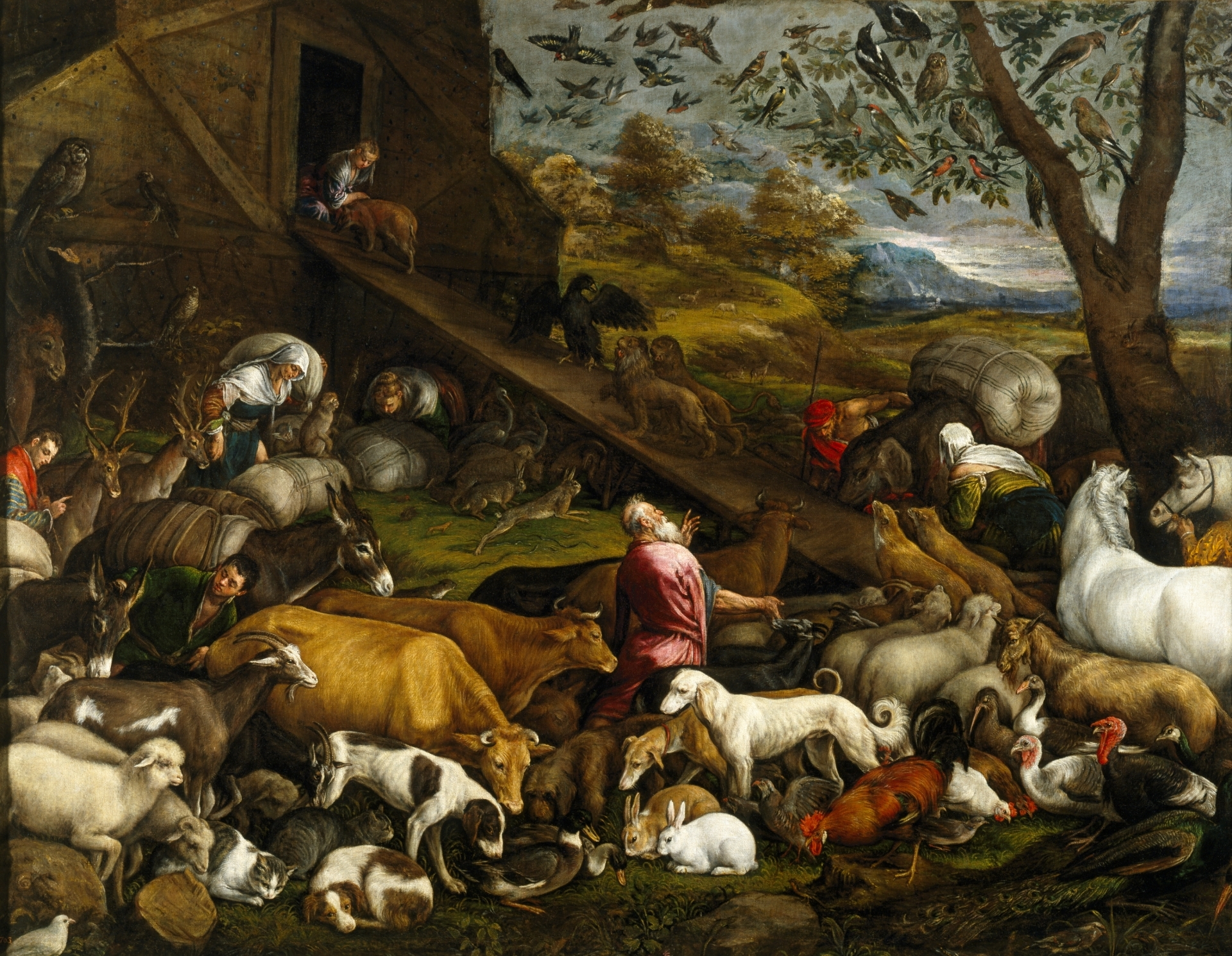
Ноїв ковчег (1570-1579), Музей Прадо, Мадрид.
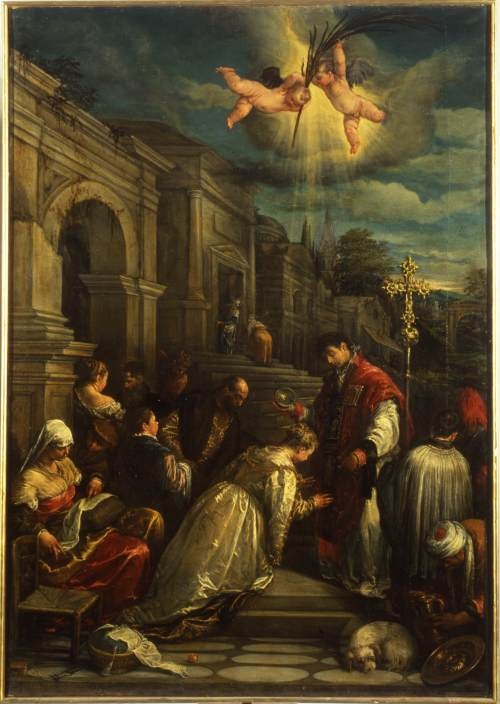
Св. Валентин Римський хрестить св. Лусіллу (~ 1575)
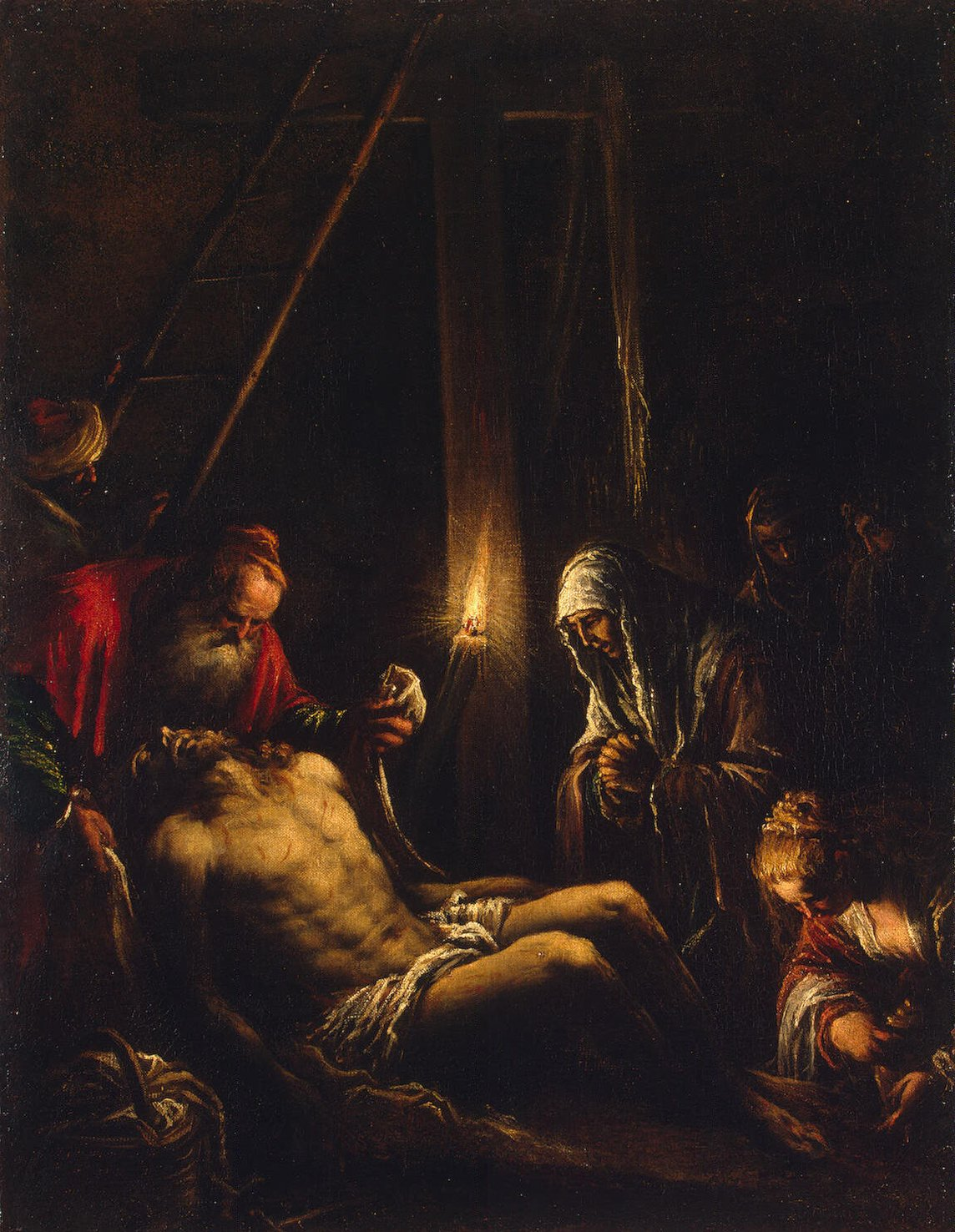
Зняття з хреста (1582-1584 рр.), Ермітаж, Санкт-Петербург.
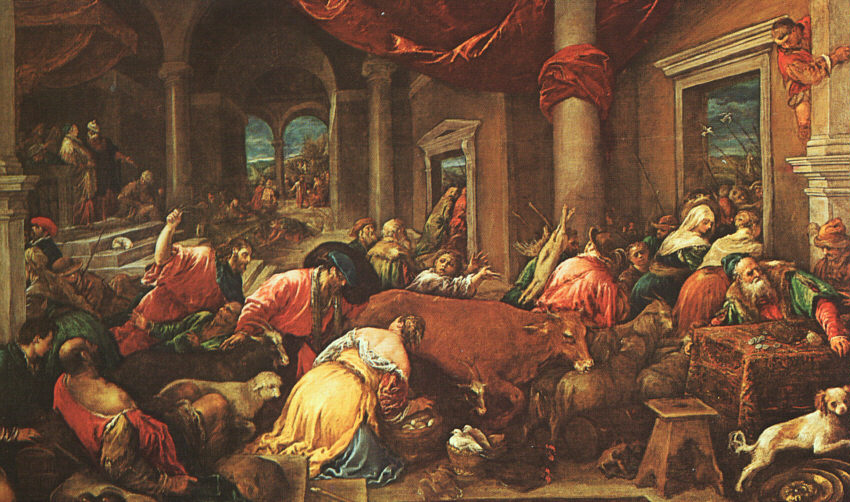
Вигнання торговців із храму (~ 1585), Національна галерея, Лондон.